# Zbigniew Messner
Zbigniew Stefan Messner (Stryj, 13 marzo 1929 – Varsavia, 10 gennaio 2014) è stato un politico, insegnante ed economista polacco, è stato anche il primo ministro del governo polacco della Repubblica Popolare di Polonia dal 1985 al 1988.